# Jungfernsprung bei Gösting

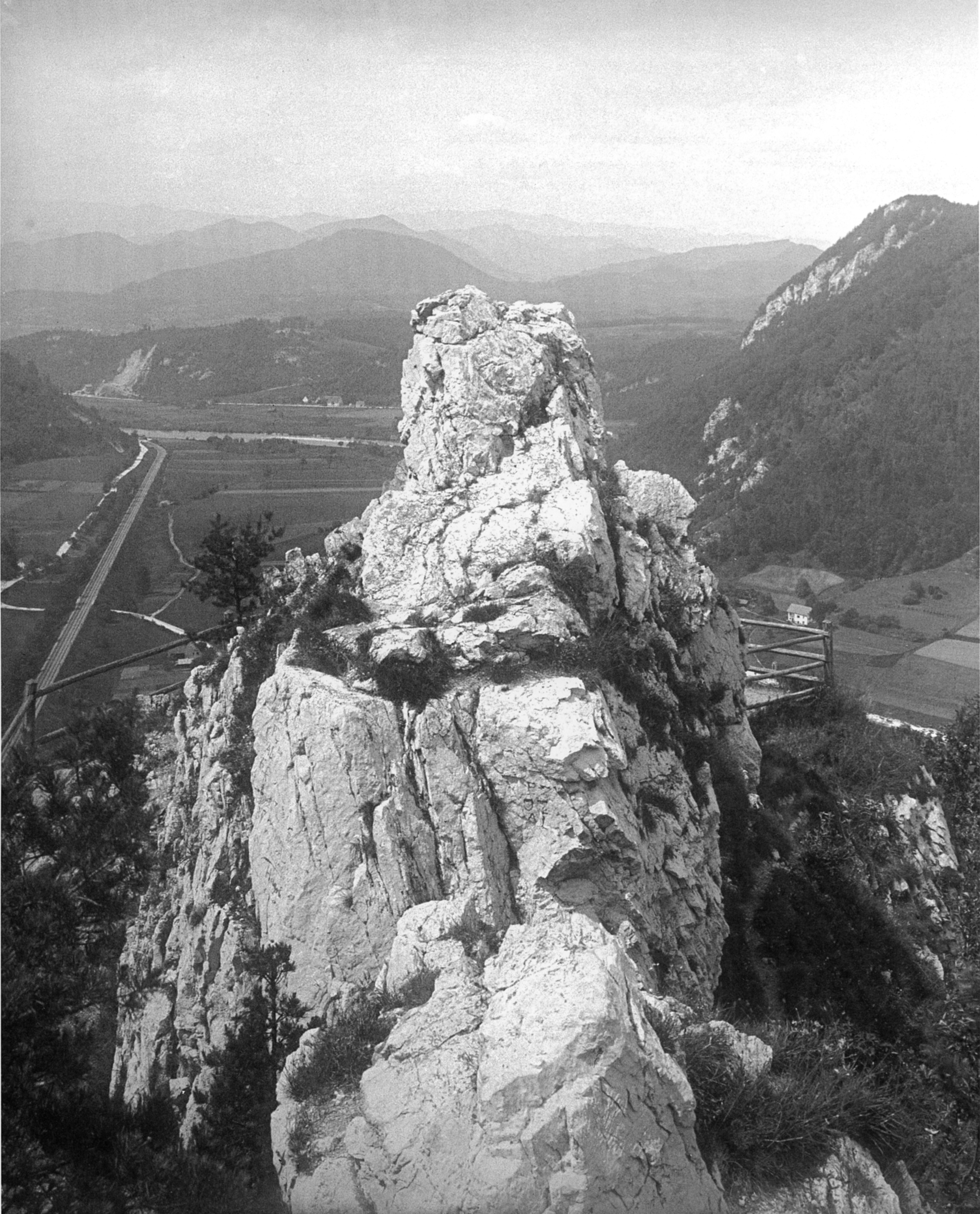
Photographie aus 1901, Terrassengeländer noch aus Holz

Der Jungfernsprung (auf älteren Darstellungen auch Jungfrauensprung genannt) ist ein Felssporn im westlichen Grazer Bergland im österreichischen Bundesland Steiermark. Der Dolomitfelsen, der seinen Namen einer Sage verdankt, liegt 130 Meter nordöstlich der Burgruine Gösting in der Landeshauptstadt Graz. Als beliebter Aussichtspunkt über dem Murtal zählt der Jungfernsprung zu den bedeutendsten Natursehenswürdigkeiten im Großraum Graz und bildete jahrzehntelang ein gefragtes Postkartenmotiv.

## Lage und Umgebung

Blick nordwärts ins Murtal auf Raach sowie zu Kanzel und Admonter Kogel, am Horizont Gleinalpe, Hohe Rannach, Schöckl und Lineckberg (jeweils v. l. n. r.)

Der felsige Grat des Jungfernsprungs erstreckt sich quer zum Nordhang des Göstinger Ruinenberges in Sichtweite zur Burgruine Gösting im Grazer Stadtbezirk Gösting. Der höchste Punkt erreicht eine Seehöhe von 550 m ü. A. und überragt den darunter liegenden Talboden um etwa 180 m. Schräg unterhalb der Felsformation liegt mit dem Stadtteil Raach die nördlichste Grazer Siedlung am rechten Murufer. Außerdem befindet sich am Fuß des Jungfernsprungs das Nordportal des Plabutschtunnels mit den deutlich erkennbaren Lüftungsbauten des Architekten Eilfried Huth – bei Fahrt auf (oder neben) der Pyhrn Autobahn (A 9) in Richtung Süden rückt der Felsen dadurch prominent ins Blickfeld. Erreichbar ist der Jungfernsprung über Wanderwege von der Busendhaltestelle Gösting (Graz Linien 40, 48 und 85) sowie von Raach jeweils in 30 Minuten.
400 Meter östlich des Jungfernprungs liegt die Cholerakapelle auf einem bewaldeten Gipfel.

## Geologie und Geomorphologie

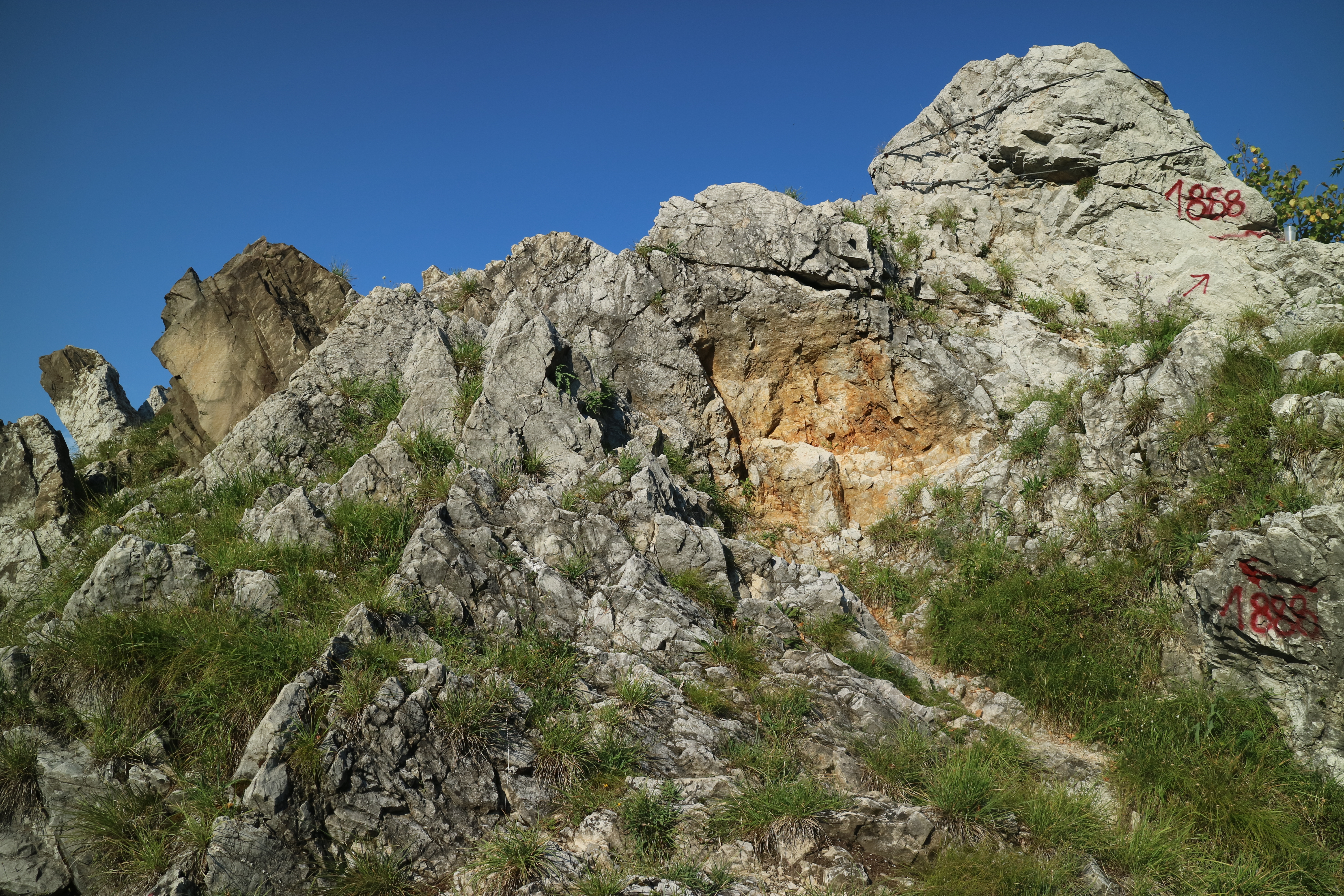
Nordturm mit Sandstein (gelb)

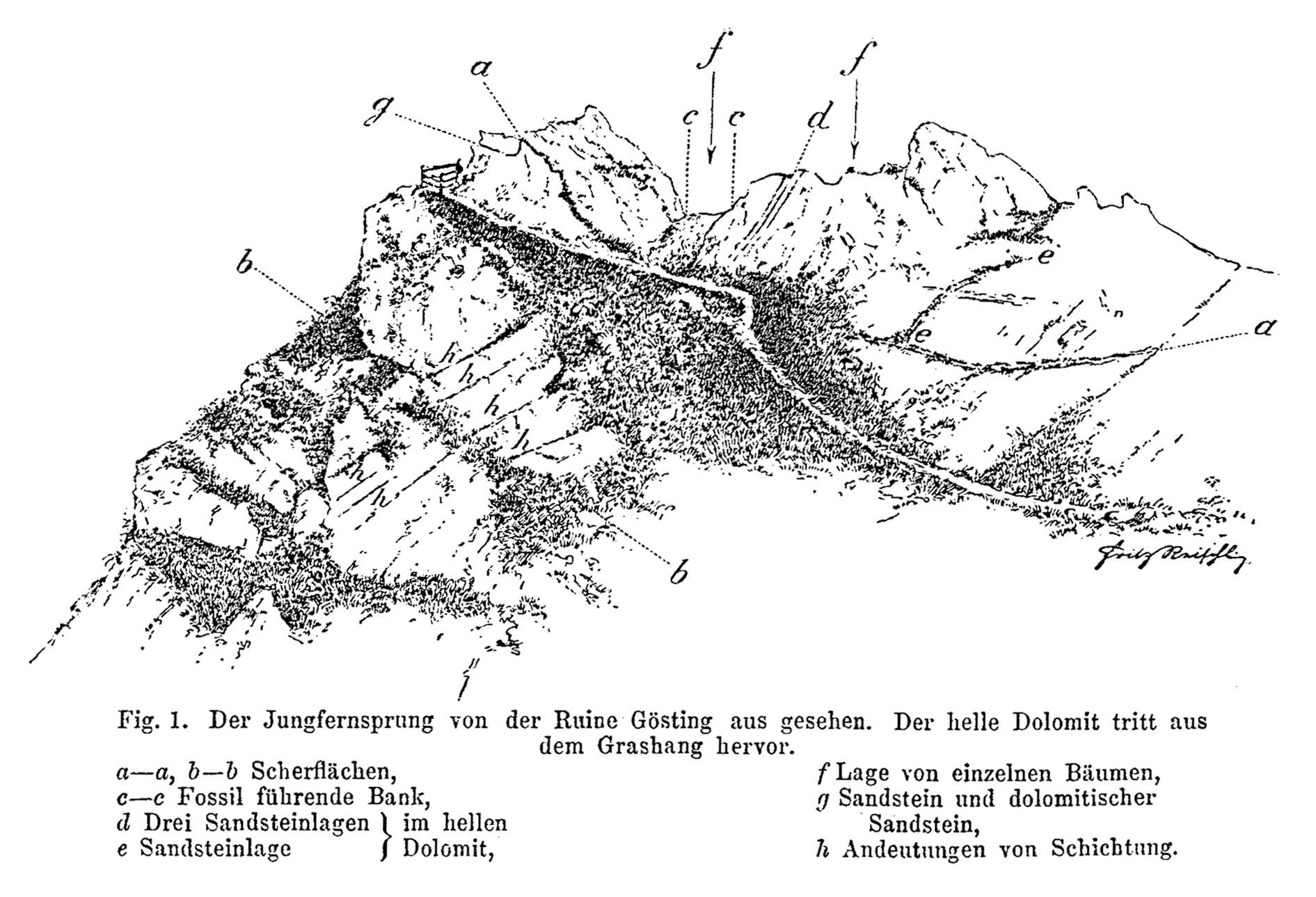
Federzeichnung von Franz Heritsch (1915)

Die Felswände des Jungfernsprungs sind im Wesentlichen aus hellen und dunkelgrauen Dolomiten aufgebaut und gehören dem Grazer Paläozoikum an. Stratigraphisch werden diese Gesteine der unterdevonischen Flösserkogel-Formation innerhalb der Rannach-Fazies zugeordnet. Der SSO-NNW-streichende Kamm lässt sich in zwei Felstürme untergliedern, die von einer scharf eingeschnittenen Scharte getrennt sind. Der heute von Bäumen bedeckte südliche Turm besteht aus hellem, massigen Dolomit, während der nördliche Turm von einer Schichtfolge unterschiedlicher Dolomite bestimmt wird. In beide Abschnitte sind verschiedenmächtige gelbliche Sandsteinbänke eingeschaltet, die von 40 bis 55° in nördliche bzw. nordnordwestliche Richtung einfallen.
Eine 1,5 m mächtige Bank von blauem Dolomit, die vor allem in der Scharte gut aufgeschlossen ist, enthält für den im Vergleich zu Kalkstein spröden und damit verwitterungsanfälligeren Dolomit ungewöhnlich gut erhalte Fossilien. Der Paläontologe Franz Heritsch untersuchte mehrere Dünnschliffe vom Jungfernsprung und stellte das Vorkommen dreier verschiedener tabulater Korallenarten fest. Neben den besonders häufigen Pachypora cfr. orthostaehys Pen., die in 5 bis 6 mm dünnen Ästen mit dem Gestein verwachsen sind, fand er vereinzelt Exemplare von Favosites ottiliae Pen. und Favosites polymorphus Goldf.

## Flora und Fauna

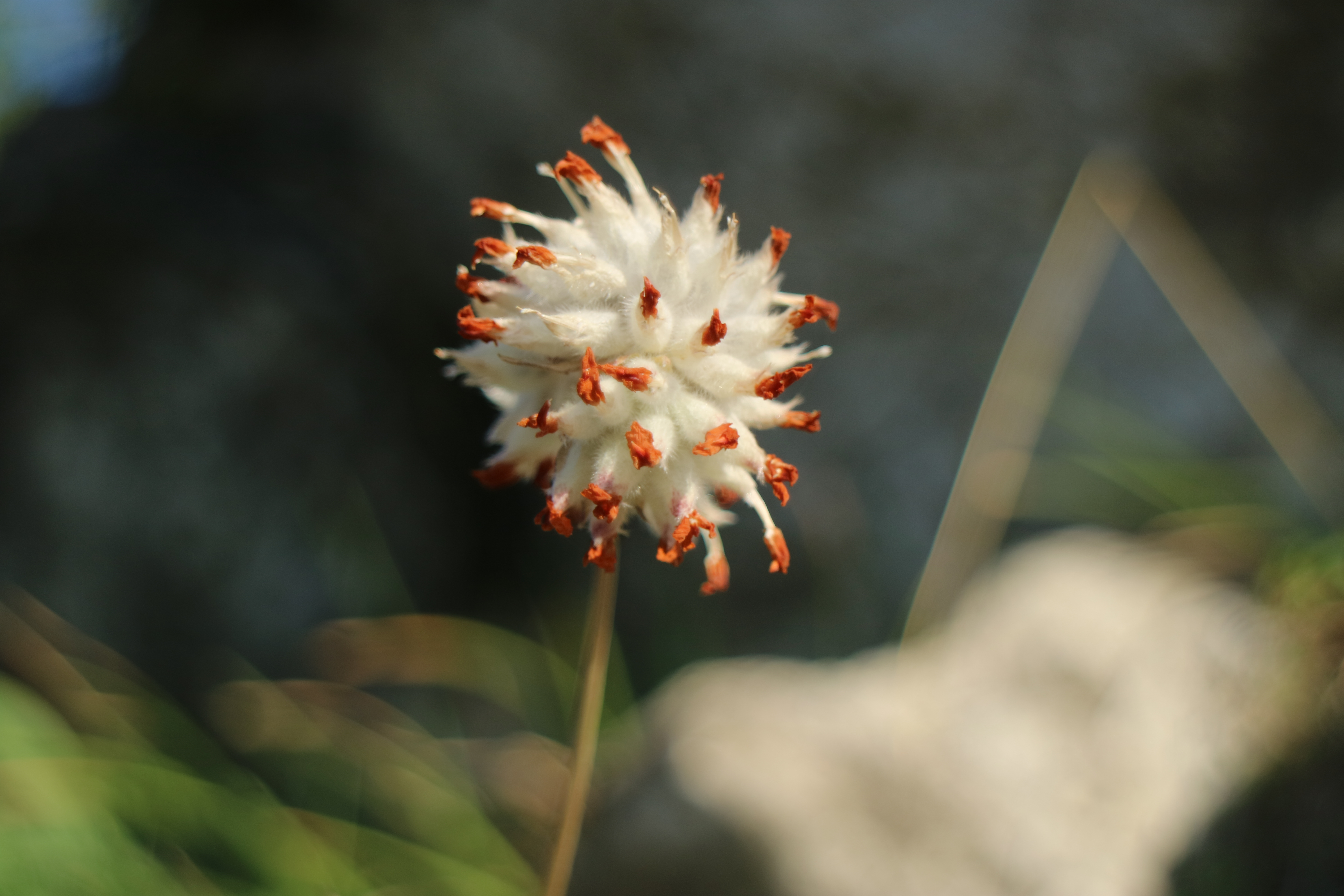
Wundklee mit roten Blütenköpfen

Nicht nur geomorphologisch, sondern auch floristisch stellen die Felsen des Jungfernsprungs eine Besonderheit am Göstinger Ruinenberg dar. Auf diesem wärmebegünstigten Standort gedeihen mitten im Buchen-Mischwald der Umgebung Mehlbeeren, Schwarzkiefer und die besonders thermophile Flaumeiche. Letztere kommt auch am benachbarten Admonter Kogel am anderen Murufer vor, wo sie ein Natura-2000-Schutzgut bildet. Die Rasengesellschaften zwischen den Felspartien beherbergen zahlreiche Blumenarten wie die seltene Schwarze Kuhschelle, Aurikel, Donarsbart, Nelken und Schwarzwurzeln.
Aufgrund dieser pflanzlichen Vielfalt wird der Jungfernsprung vom Land Steiermark als potenzieller Kandidat für die Ausweisung eines Naturdenkmals oder Naturschutzgebietes geführt. Für den Aurikelbestand wurde bereits 1956 ein geschützter Landschaftsteil (GLT-1298) mit einer Gesamtfläche von etwa 1,5 ha verordnet. Zudem ist der Felsen wie der gesamte Ruinenberg Teil des Landschaftsschutzgebiets Westliches Berg- und Hügelland von Graz (LSG-39). Eine faunistische Besonderheit ist das Vorkommen der Laubholz-Säbelschrecke.

## Geschichte
Der Name „Jungfernsprung“ geht auf eine Sage zurück, deren Hintergründe jedoch historisch angezweifelt werden. Der Burgherr Wulfing, letzter aus dem Geschlecht der Göstinger, soll zwei Töchter gehabt haben. Katharina war mit Otto von Thal vermählt, während sich um die Hand der jüngeren Anna zwei Ritter bewarben. Im tödlichen Schwertkampf unterlag schließlich Annas Geliebter und das Mädchen stürzte sich todunglücklich vom Felsen nahe der Burg in die Mur. Wulfing traf daraufhin der Schlag.
Das Ereignis soll sich im 13. Jahrhundert zugetragen haben. Josef August Kumar stieß angeblich in der Reimchronik eines Mönches auf den Stoff und glich ihn mit zwei Einträgen im Reiner Totenbuch ab, die die Monumenta Germaniae Historica allerdings ins 14. Jahrhundert datieren. Er veröffentlichte den Text 1814 im Mahlerischen Taschenbuch für Freunde interessanter Gegenden.
| An Sannd Margritn dacz geschah Man pey der Purkh ze Gestnich sac’h Um Hern Wulphings Junkhfrawn streitn Zwen Ritter Menigkleichn. | An Sankt Margarethen das geschah Man bei der Burg zu Gösting sah Um Herrn Wulfings Jungfrau streiten Zwei Ritter männiglich. |

Der Historiker Hans Pirchegger äußerte ab 1915 in verschiedenen Publikationen Zweifel an der Authentizität von Kumars Angaben. Zum einen scheine der Name Anna im Gegensatz zu Wulfing und Katharina von Gösting in keiner der kirchlichen Quellen auf, zum anderen lasse sich die Verwandtschaft von Wulfing und Katharina nicht belegen. Pirchegger vertrat die Meinung, Kumar könnte einer „schmucklosen Sage aus Bauernmund eine prunkvolle Rittertracht“ verpasst und den adligen Hintergrund erdichtet haben. Zudem sei Anna vor 1250 kein gängiger Taufname in der Steiermark gewesen, was den Verdacht nahelegt, Kumar habe das Mädchen einfach nach der Taufpatin der Göstinger Burgkapelle benannt.
Auch der unbeholfene Versbau und die sichtlich erzwungene Altertümlichkeit der Sprache sprächen gegen ein mittelalterliches Textoriginal. Zudem existiere kein Beispiel für ein Mädchen jener Epoche, das sich aus Liebeskummer das Leben nahm. Die „Werther-Sentimentalität“ ließe hingegen eine Zuordnung zur Frühromantik zu. Die Urform der Sage, die 1816 sogar von den Brüdern Grimm in ihre Deutsche Sagen aufgenommen wurde, fand Pirchegger in einer Predigt von Abraham a Santa Clara.
Allein in der Steiermark gibt es mehrere Felsen, die in der Vergangenheit den Namen Jungfernsprung trugen – beispielsweise bei Rabenstein oder am Kugelstein. Allesamt haben laut Pirchegger eine verkehrstechnisch bedeutende Lage und die Zudichtung verschiedener Sagen und Legenden gemein. Johann Peisker sah in ihnen religiöse Kultstätten der vorchristlichen Teufelsanbetung. Der aus dem Sanskrit stammende Dämon „Daeva“ wurde ihm zufolge slawisch zu „deva“, was übersetzt „Jungfrau“ bedeutet. Viele Felsen fanden Erwähnung in zeitgenössischer Reiseliteratur, der Göstinger Jungfernsprung etwa bei Johann Ritter von Kalchberg und Joseph Kyselak (1825), der die Sage um eine Variante erweiterte, in der Wulfing selbst den Geliebten seiner Tochter tötet.

## Erschließung

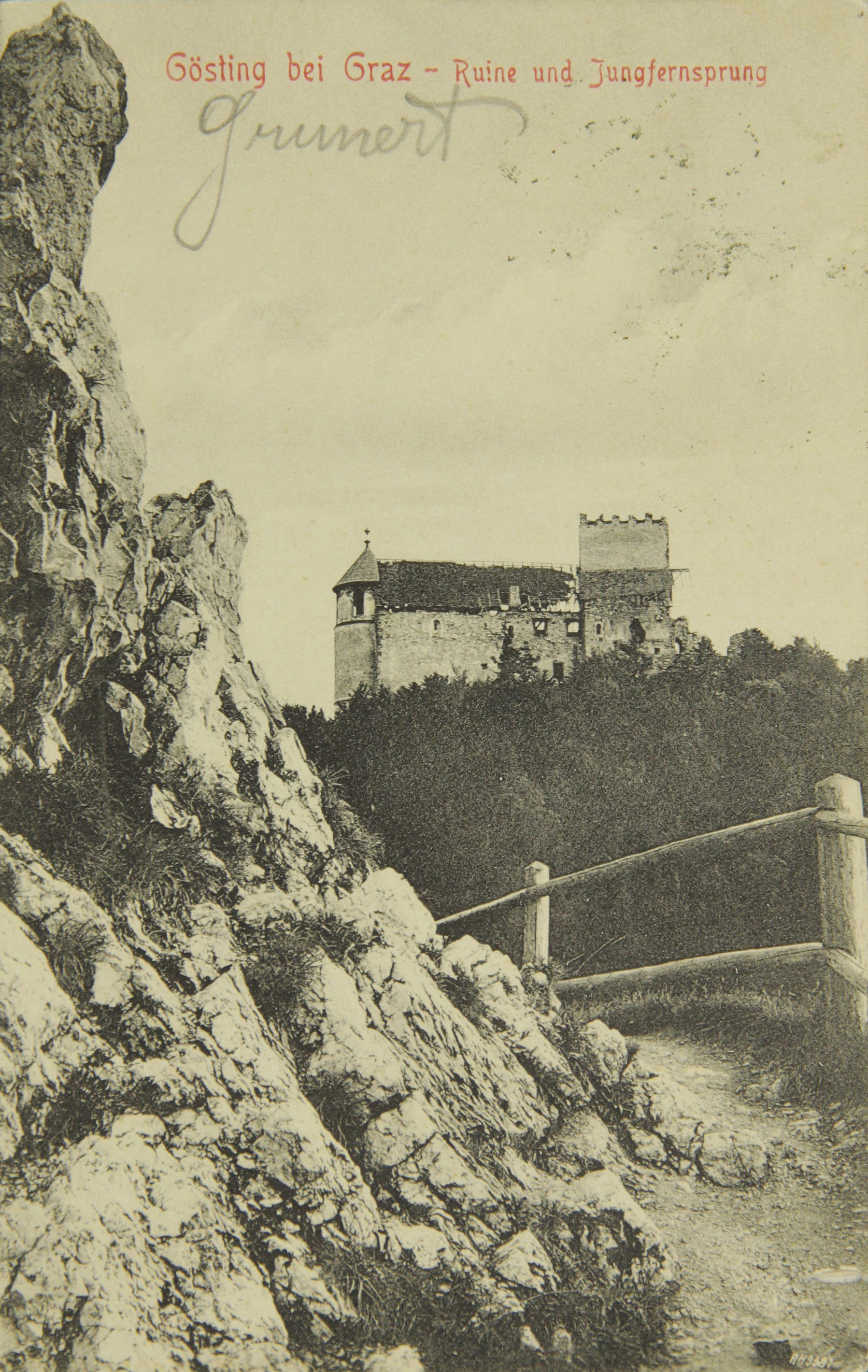
Blick zur Burgruine (1908)

Die Aussichtsplattform am Jungfernsprung lässt sich über einen etwa 100 m langen Steig mit Handlauf einfach erreichen. Eine Messingtafel am Fels erinnert heute noch an die Instandsetzung der Steiganlage im April 1932. In den Jahren zuvor war es aufgrund mangelnder Sicherheitsvorkehrungen zu mehreren Unfällen gekommen. Um einer behördlichen Sperre des beliebten Aussichtspunktes entgegenzuwirken, beschloss die Marktgemeinde Gösting mit dem kommunalen Verschönerungsverein, dem Verein zur Erhaltung der Burgruine, dem Verband zur Wahrung touristischer Interessen sowie dem Steirischen Gebirgsverein und den Naturfreunden die Revitalisierung.
Nachdem der Ausbau vom einfachen Felsensteig zum breiten, bequemen Spazierweg von Grundeigentümer Graf Attems bewilligt worden war, stellten Heeresministerium, Landesregierung und Brigadekommando Nr. 5 insgesamt 17 Pioniere für die Arbeiten zur Verfügung. Vier Tragpferde brachten das von ortsansässigen Unternehmen bereitgestellte Baumaterial mit einem Gesamtgewicht von 1200 kg auf den Berg, während der Wasserfürsorgeverein Gösting eine Trinkwasserentnahme ermöglichte.
Die Aussichtsplattform wurde vergrößert und erhielt ein neues Eisengeländer mit engmaschigem Drahtnetz sowie eine in den Fels eingelassene Metallplatte mit der Sage vom Jungfernsprung. Der feierlichen Eröffnung am 8. Mai 1932 wohnten neben einem Delegierten von Landeshauptmann Rintelen der Göstinger Bürgermeister sowie Heeresvertreter bei.
Die lokalen Medien bezeichneten die Wiederherstellung des touristischen Anziehungspunktes als „Beweis wahrer und aufrichtiger Heimatliebe“.